# Søren Nils Eichberg
Søren Nils Eichberg (Stuttgart, 23 de julio de 1973) es un compositor danés-alemán. Es el primer compositor residente en la historia de la Orquesta Sinfónica Nacional de Dinamarca.

## Biografía
Estudió piano, composición y dirección en Copenhague, Colonia y Berlín. Experimentó su primer éxito y se dio a conocer en 2001, cuando ganó el Concurso Internacional de Música Reina Isabel de Bélgica en Bruselas en 2001. Siguieron otros premios y distinciones, en particular la beca Tanglewood, Boston, USA), la beca de composición alemana Konrad-Adenauer y la beca danesa Beca de Composición de la Fundación de las Artes.
En 2010, fue nombrado “compositor residente” de la Orquesta Sinfónica Nacional de Dinamarca y se convirtió en el primer compositor residente en la historia de esta orquesta. Esta cooperación terminó unos cinco años después, después de que se crearan y grabaran varias obras importantes. Su obra sinfónica está en la lista de candidatos al Premio de Escritores Musicales Alemanes de 2017. La violinista Hilary Hahn grabó su composición Levitation para su álbum Deutsche Grammophon In 27 Pieces: The Hilary Hahn Encores, que ganó un premio Grammy en 2014.
Su lista de obras incluye tres sinfonías, conciertos, tres óperas, música para instrumentos solistas y música de cámara publicadas por Universal Edition y Edition Wilhelm Hansen (MusicSales). Colabora con el Ensemble Moderne (Ensemble Modern), la Mahler Chamber Orchestra y varias orquestas de radio de Europa.
Como director, Søren Nils Eichberg ha trabajado con la Nordwestdeutsche Philharmonie, la Hofer Symphoniker, la Preussisches Kammerorchester, la Berliner Symphoniker, el Solistenensemble Kaleidoskop, el Österreichisches Ensemble für Neue Musik y miembros de las Orquestas Filarmónicas de Múnich y Berlín. Ha sido invitado como profesor invitado por la Guildhall School of Music and Drama, la Universidad Yaşar y hdpk Berlin (Universidad de Artes Populares SRH).